# Besleria fecunda
Besleria fecunda är en tvåhjärtbladig växtart som beskrevs av Conrad Vernon Morton. Besleria fecunda ingår i släktet Besleria och familjen Gesneriaceae. Inga underarter finns listade i Catalogue of Life.